# Схермергорн
Схермергорн (нід. Schermerhorn) — село в нідерландській провінції Північна Голландія. Входить до муніципалітету Алкмар.
Його площа становить 6,30 км², а населення станом на 2021 рік складало 1 275 осіб.
Перша згадка про населений пункт датується 14-им сторіччям.
До 1970 року мало статус окремого муніципалітету.

## Галерея

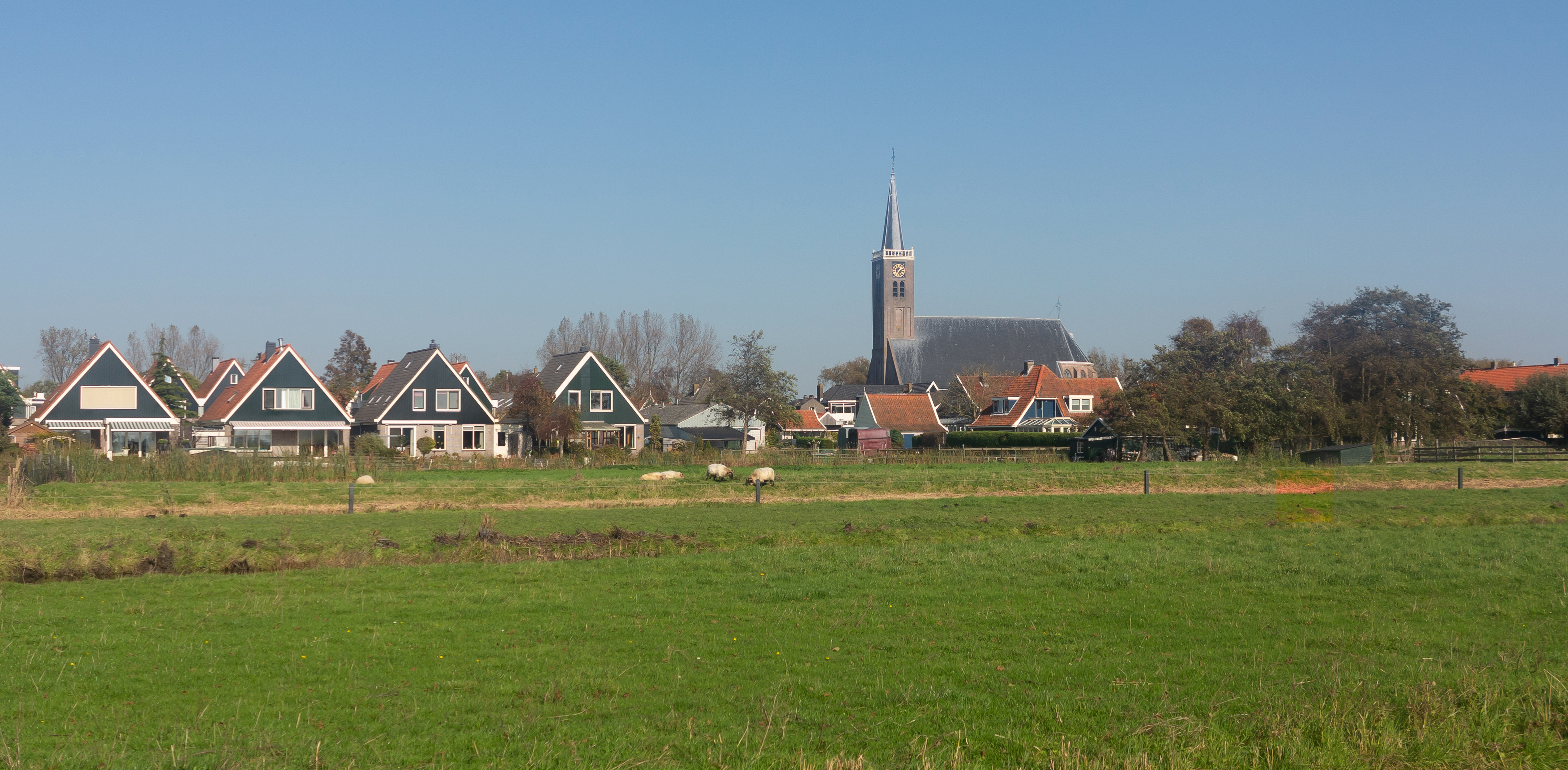
Вид на село
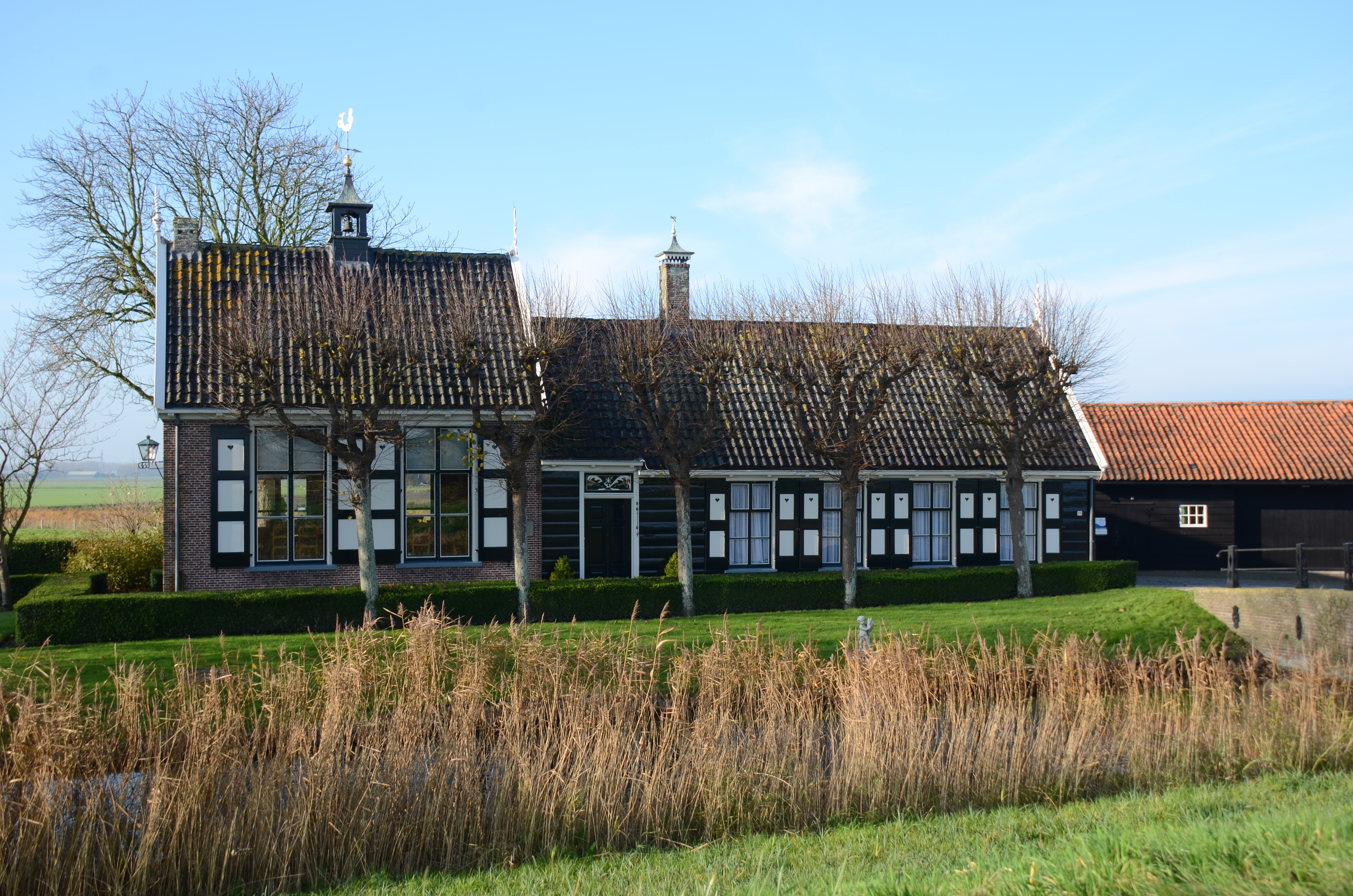
Ферма у Схермергорні
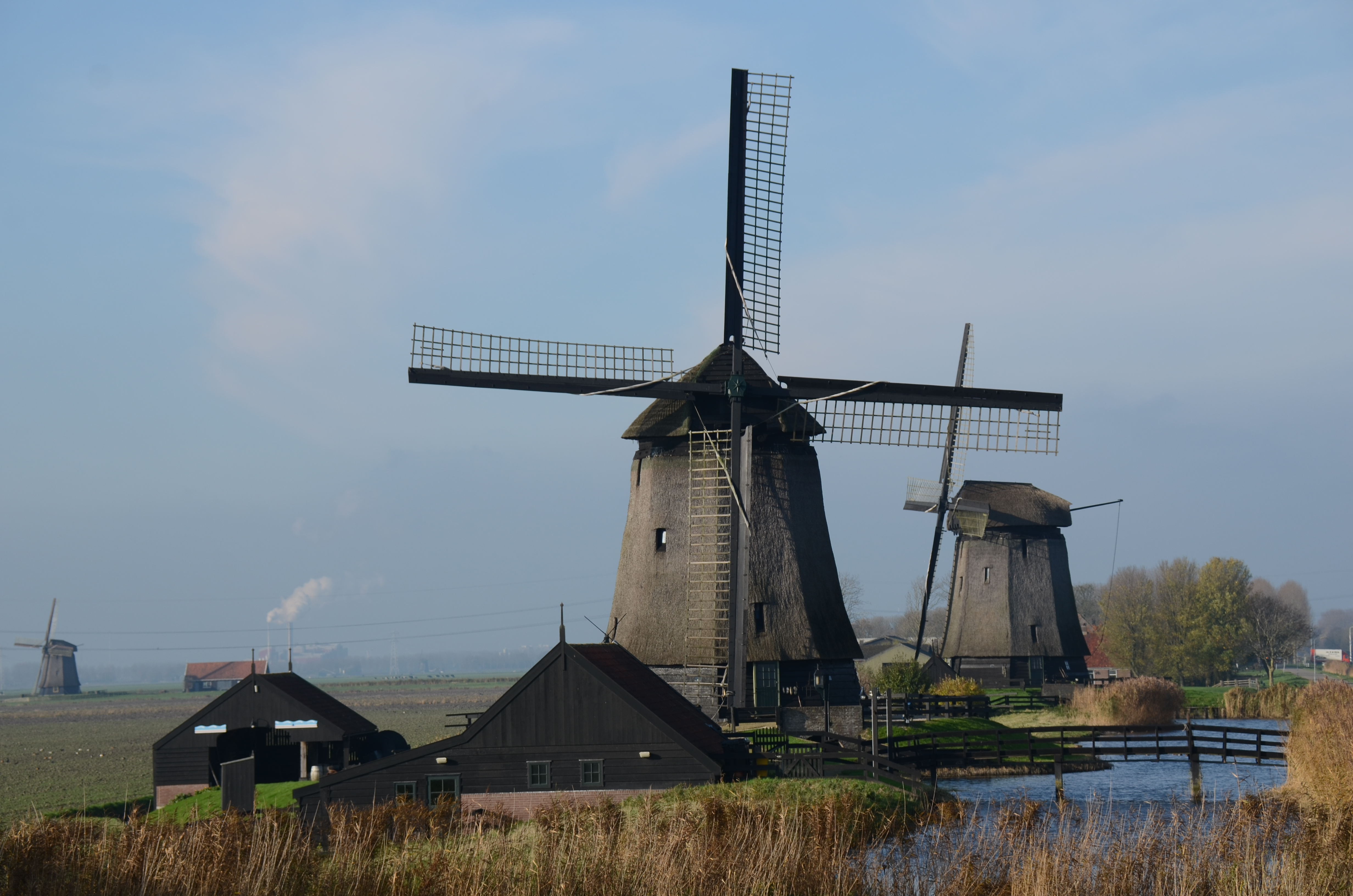
Вітряки
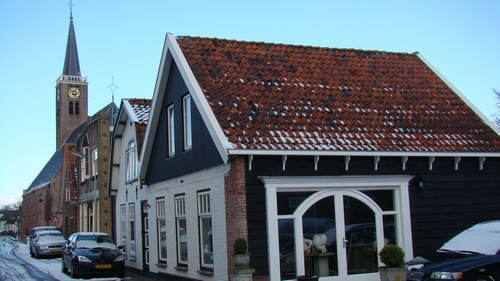
Сільська вулиця взимку